# جان باتيست أوليف
جان باتيست أوليف (بالفرنسية: Jean-Baptiste Olive)‏ هو رسام فرنسي، ولد في 31 يوليو 1848 في مارسيليا في فرنسا، وتوفي في 1936 في باريس في فرنسا.

## معرض صور

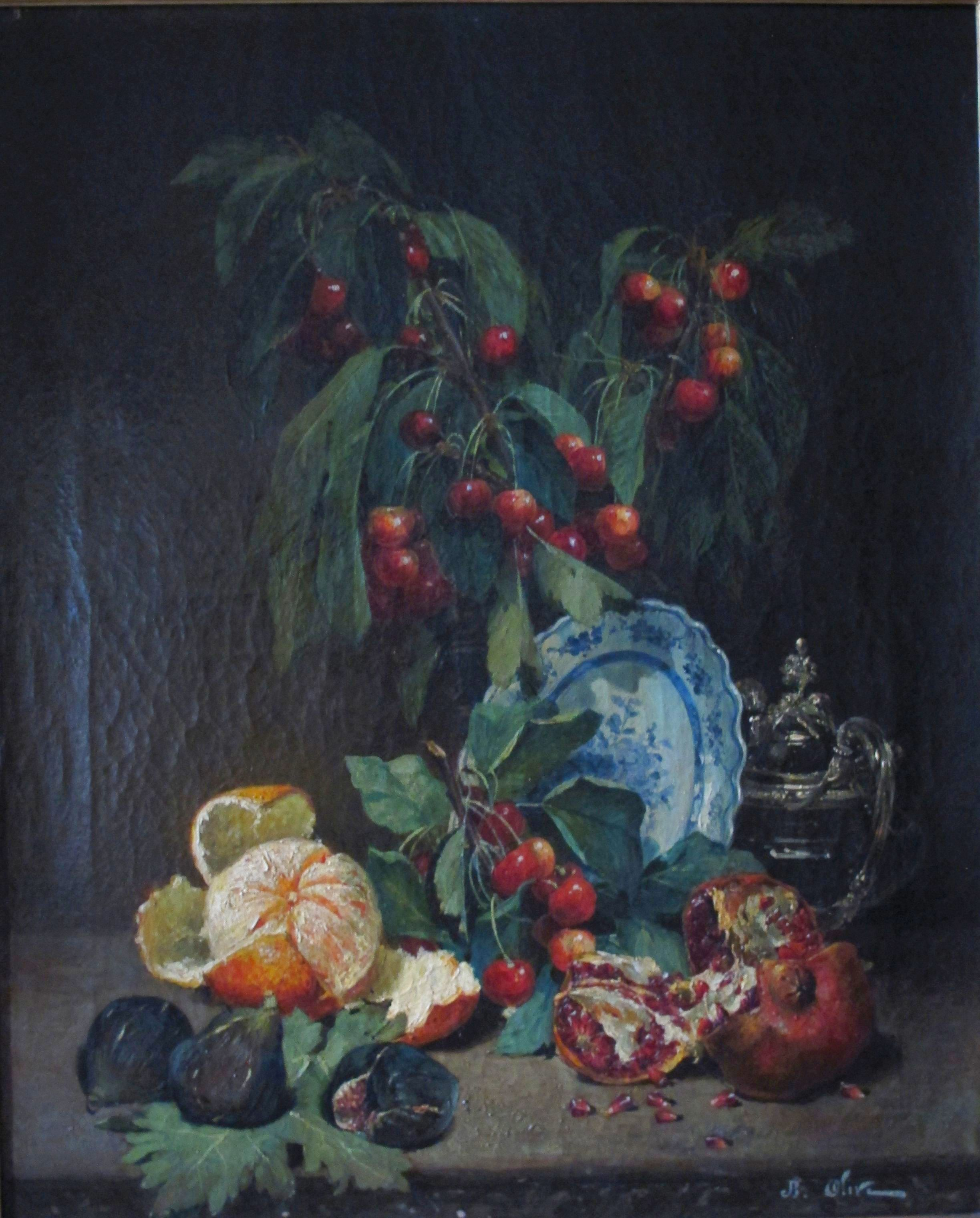
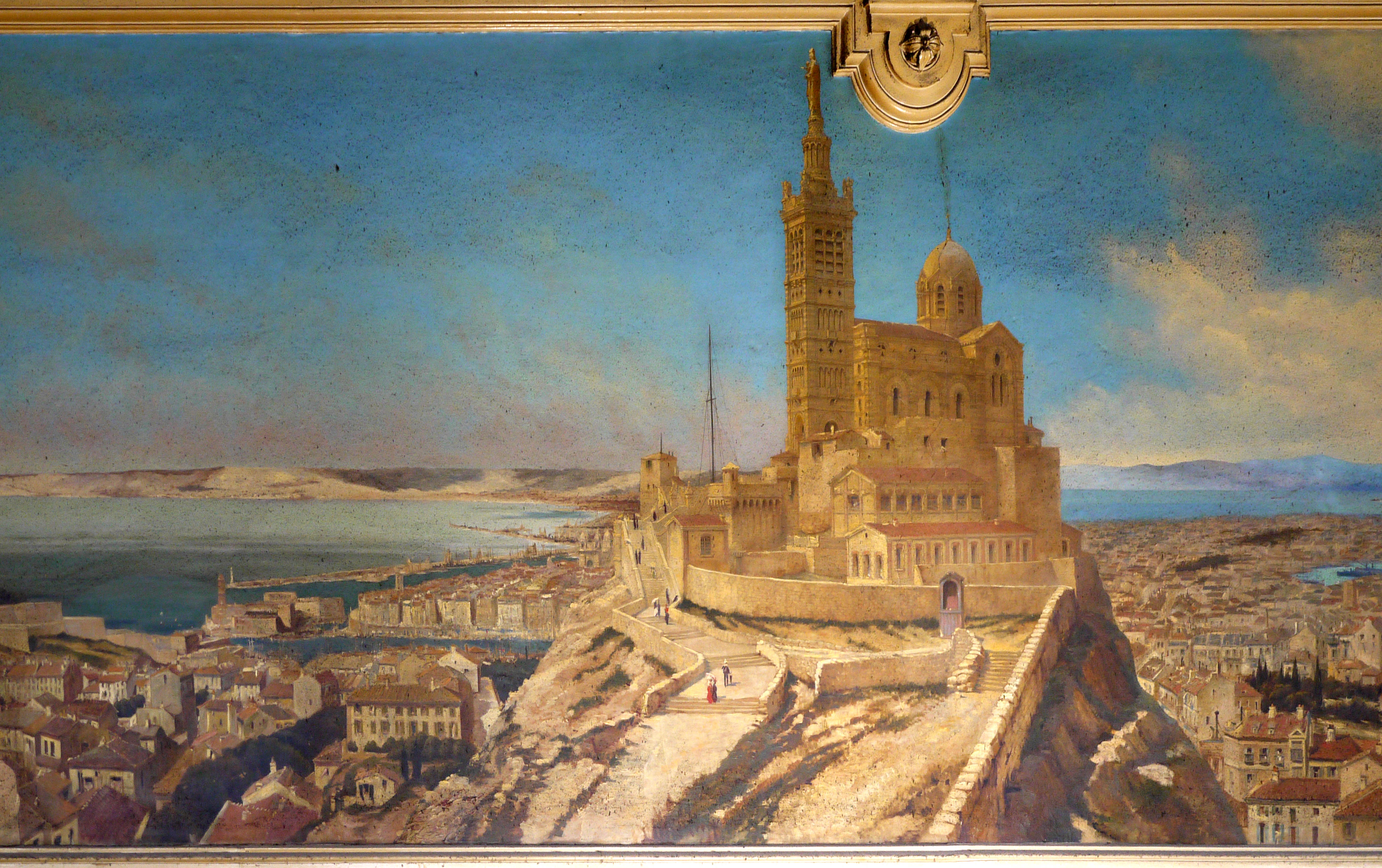
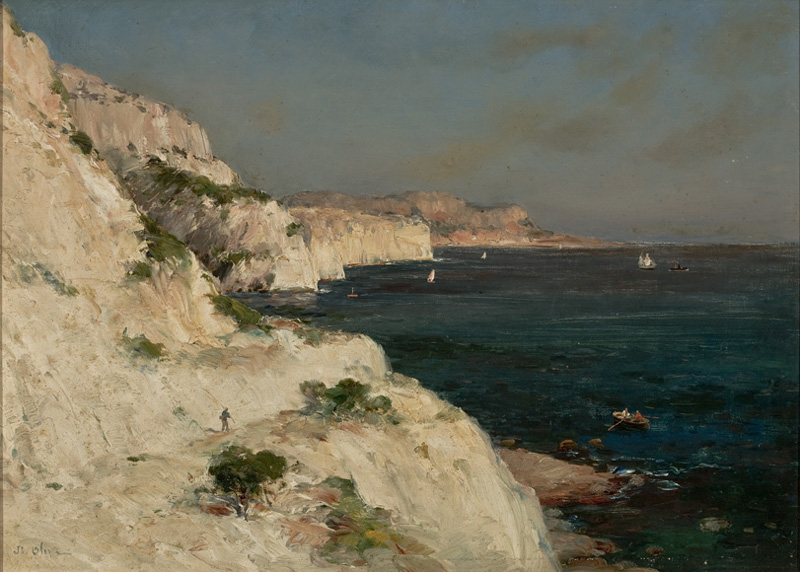
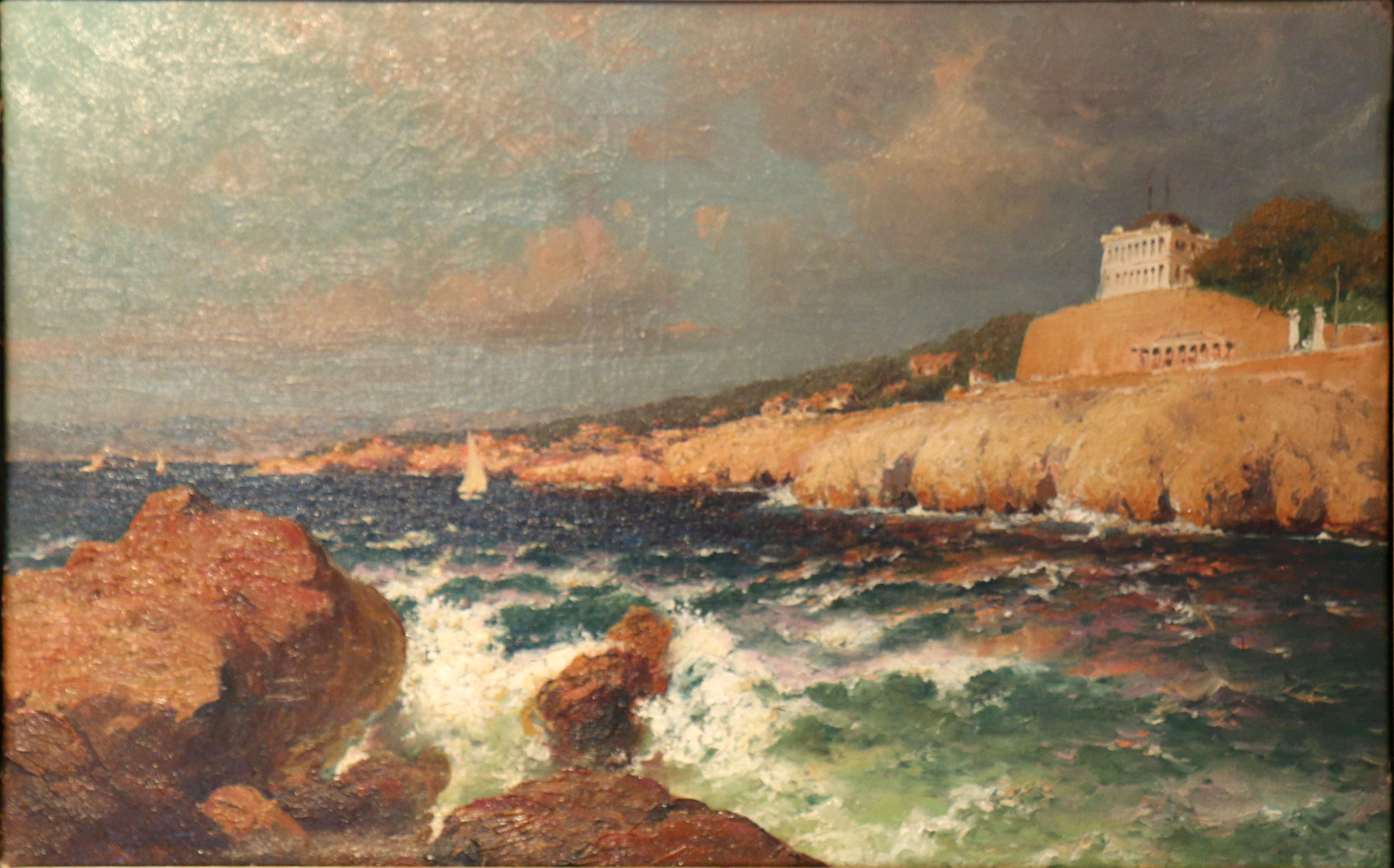
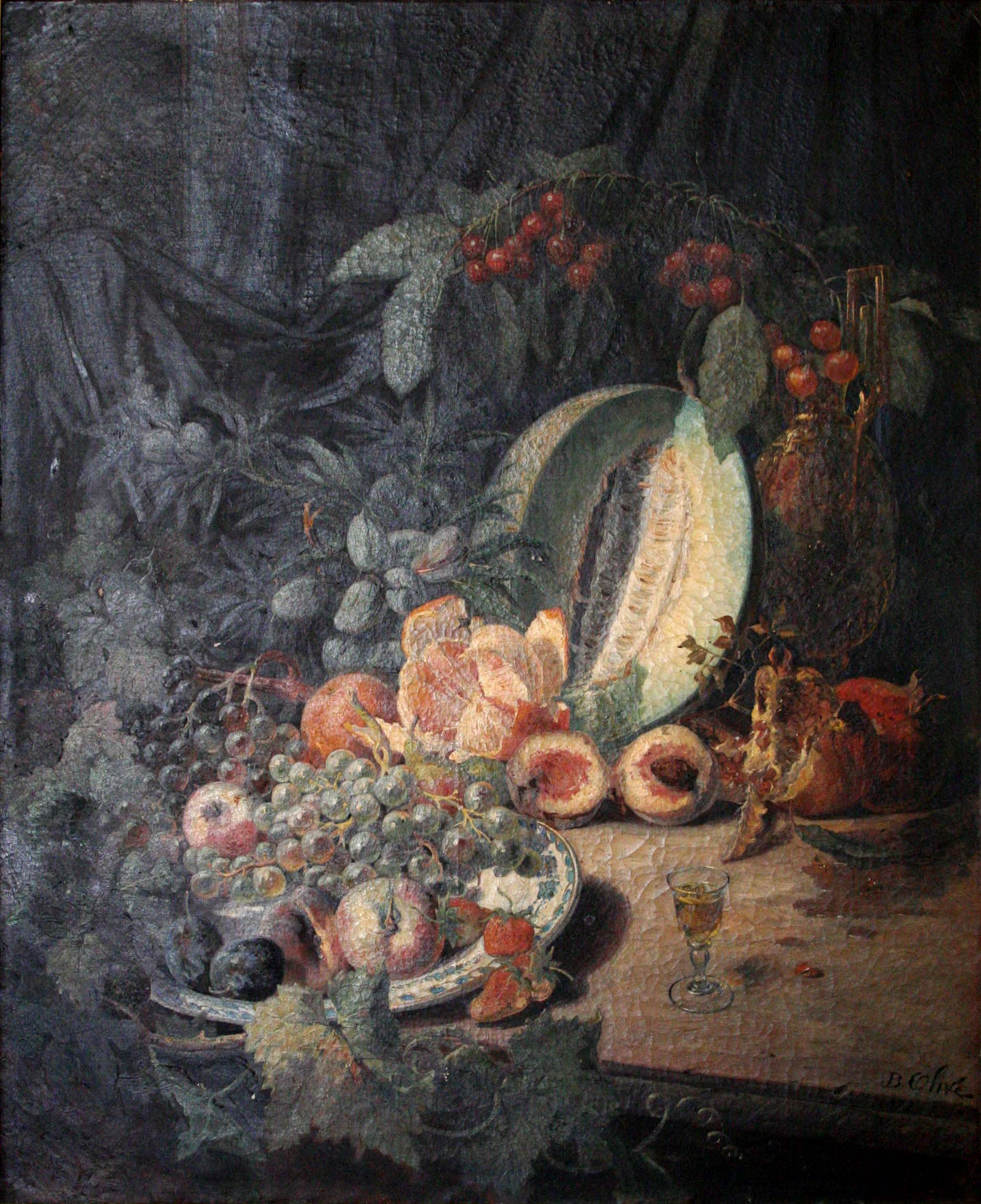